# Hugo Bruun
Hugo Bruun född 30 april 1888 i Kjærsgaard, Aalborgs amt, död 5 april 1962, var en dansk skådespelare. Han var gift med skådespelaren Gudrun Bruun Stephensen
Bruun scendebuterade vid Det Kongelige Teater, han var därefter verksam vid Det Ny Teater och Betty Nansen Teatret och andra ledande privatteatrar. Han filmdebuterade 1912 vid Filmfabriken Danmark.

## Filmografi (urval)
- 1921 – Blade af Satans bog
- 1921 - Tankelæseren